# محمد بن إبراهيم السبيعي

## محمد بن إبراهيم السبيعي (1915 - 2017)
محمد بن إبراهيم السبيعي هو رجل أعمال سعودي بارز، وشخصية اقتصادية مؤثرة، وفاعل خير، وهو مؤسس مؤسسة محمد وعبد الله السبيعي الخيرية.

## نسبه ومولده
يعود نسب محمد بن إبراهيم السبيعي إلى قبيلة سبيع، وقد وُلِد عام 1333هـ / 1915م، في العام الذي عُرف بـ "عام جراب" نسبةً إلى معركة جراب، التي شهدت انتصار الملك عبد العزيز آل سعود على سعود بن عبد العزيز آل رشيد.
عمل والده، إبراهيم السبيعي، في المدينة المنورة حتى وفاته عام 1344هـ / 1926م أثناء خدمته مع الملك عبد العزيز. وقد كان والده كثير الترحال بين مكة المكرمة والمدينة المنورة بحثًا عن الرزق. أما والدته، نورة بنت ناصر العماش، فهي من محافظة البدائع بالقصيم، ويعود نسبها إلى قبيلة قحطان. توفيت عام 1404هـ / 1984م، وكان لها دور كبير في تربيته، حيث حرصت على توجيهه منذ صغره لحفظ القرآن الكريم، وحثّه على التعلم والسعي في العمل.

## النشأة
نشأ محمد بن إبراهيم السبيعي في مدينة عنيزة، إحدى أقدم مدن منطقة القصيم، والتي تُعد ثاني أهم مدينة في المنطقة. تتمتع عنيزة بموقع جغرافي متميز جعلها محطة رئيسية للحجاج القادمين من العراق وفارس في طريقهم إلى مكة المكرمة والمدينة المنورة.
قضى طفولته وشبابه في عنيزة، حيث تعلم القرآن الكريم في حلقات المساجد، وترعرع بين أهلها. كان له أخٌ واحد يُدعى عبد الله، الذي رافقه في مراحل حياته.

## الانتقال إلى مكة المكرمة
بعد وفاة والده عام 1344هـ / 1926م، وكان عمره آنذاك 11 عامًا، قرر الانتقال إلى مكة المكرمة برفقة عمه ناصر السبيعي للعمل في التجارة. آنذاك، كانت مكة المكرمة مركزًا تجاريًا عالميًا، حيث يجتمع فيها التجار من مختلف أنحاء العالم، نظرًا لتوافد الحجاج والمعتمرين سنويًا، بالإضافة إلى قربها من ميناء جدة البحري، الذي كان بوابة رئيسية لاستيراد البضائع.

## دراسته في مكة المكرمة
انتقل محمد بن إبراهيم السبيعي مع عمه ناصر إلى مكة المكرمة في شهر ذي القعدة عام 1344هـ / 1926م، حيث التحق بـ الكُتَّاب لاستكمال حفظ القرآن الكريم على يد الشيخ عبد المجيد الشنقيطي في مسجد مقرأ الفاتحة، بعدما قرأ نصفه الأول في عنيزة على يد الشيخ عبد العزيز الدامغ.
حرص عمه ناصر على تعليمه، فألحقه بـ مدرسة الفلاح، التي كانت المدرسة الوحيدة في مكة آنذاك، تحت إدارة عبد الله حمودة السناري. ومع ذلك، لاحظ عمه أن التعليم يتطلب وقتًا طويلاً قد يعيقه عن العمل في الدكان، فقرر إخراجه من المدرسة.

### أبرز معلميه:
- عبد العزيز الدامغ – معلم القرآن في عنيزة.
- عبد المجيد الشنقيطي – معلم القرآن في مكة.
- عبد الرحمن الراشد – مدرس الدين في مدرسة الفلاح.
- سليمان الغزاوي – معلم اللغة العربية في مدرسة الفلاح.

## بدايات الكفاح
بدأ محمد السبيعي حياته المهنية بأعمال يدوية شاقة، في العام (1346هـ/1928م)، حيث عمل في سن 13 عامًا في دكان عمه ناصر، بائعًا صباحًا مقابل ثمانية جنيهات مجيدية لمدة عشرة أشهر. وفي المساء، عمل سقّاءً، يجلب الماء من عين زبيدة إلى بيت عمه مقابل أجر زهيد، ليساعد أسرته المحتاجة.

### نقلاته بين المهن
مع مرور الوقت، أدرك السبيعي أن عمله لم يكن يتوافق مع طموحاته، فقرر البحث عن وظيفة أفضل:
1. التحاقه بالجيش – تقدم للعمل في الجيش، لكنه لم يُقبل بسبب صغر سنه.
2. العمل كعامل بناء – بدأ العمل بنّاءً مقابل تسعة قروش يوميًا، وكان يُكابد في ظروف صعبة.
3. العمل في قصر الملك عبد العزيز – بوساطة من إبراهيم الفريح، حصل على وظيفة مشرف على العمال في قصر الملك عبد العزيز براتب ريال مجيدي واحد يوميًا، أي ما يعادل 22 قرشًا، وكان يعمل بجدٍّ وتفانٍ لكنه ظل يطمح لفرصٍ أفضل.
4. العمل طباخًا – عمل لمدة سنة وعشرة أشهر طباخًا عند عمه ناصر.
5. العمل بائعًا متجولًا – حمل السجاد على رأسه، يبيعه في شوارع مكة، لكنه لم يكن دائمًا يحصل على مردود مالي.

#### أول وظيفة حكومية
في عام 1349هـ / 1931م، أعلنت إمارة مكة المكرمة عن وظيفة "مفتش طريق" لتفتيش الجمارك في قرية المسيجيد بين مكة والمدينة. وقع الاختيار على محمد السبيعي ليكون أحد سبعة موظفين للعمل هناك، براتب 30 ريالًا شهريًا، مع توفير السكن والطعام.
أمضى في الوظيفة أربع سنوات، لكنه قرر العودة إلى مكة المكرمة بحثًا عن فرص أفضل. عاد مع والدته وأخيه عبد الله وسكنوا عند عمه ناصر. في سن 20 عامًا، بدأ العمل في سوق الجودرية بمهنة "محرّج"، ليواصل رحلته في عالم التجارة والأعمال.

## العودة إلى التجارة وتأسيس الشركات
مرَّ محمد بن إبراهيم السبيعي خلال مسيرته التجارية بأربع مراحل رئيسية، شكلت تطوره في عالم المال والأعمال:
- البداية في سوق الجودرية بمكة (1353هـ / 1935م) – بدأ عمله التجاري بعمر عشرين عامًا.
- تأسيس شراكة مع سليمان بن غنيم (1354هـ / 1936م) – كانت أولى شراكاته التجارية المهمة.
- تأسيس شركة محمد وعبد الله السبيعي للصرافة والتجارة (1357هـ / 1938م) – بالشراكة مع أخيه عبد الله.
- إطلاق شركة محمد إبراهيم السبيعي وأولاده "ماسك" (1433هـ / 2013م) – تتويجًا لمسيرته.

### الفرصة التجارية الأولى
بدأ السبيعي حياته المهنية كمحرّج في سوق الجودرية حتى حصل على أولى الفرص الكبرى عندما عرض عليه سليمان بن غنيم إدارة متجره أثناء سفره إلى المنطقة الشرقية لمدة ستة أشهر. وبناءً على توصية عمه ناصر، وافق السبيعي على إدارة المتجر، متحملًا مخاطرة مالية كبيرة، حيث اشترى البضاعة بسعر 950 ريالًا رغم تقديره الفعلي لقيمتها بـ 500 ريال، لكنه رأى فيها فرصة استثمارية واعدة. والتي يروي قصتها بنفسه، حيث يقول: «كان سليمان بن غنيم، أحد تجار سوق الجودرية يود السفر لمدة ستة أشهر إلى دارين في المنطقة الشرقية لزيارة أقاربه وللزواج، وقد كان يبحث عن شخص يمتاز بالنزاهة والإخلاص وصدق العزيمة؛ ليسلمه أعماله طوال وقت غيابه، وكان ابن غنيم صديقًا لعمي ناصر فأشار له أن هناك رجلاً مناسبًا لتلك المهمة وهو ابن أخيه محمد، فعقدنا اتفاقا (أنا وابن غنيم) على أن يكون الربح مناصفة بيننا، واتفقنا على الشراكة على أن أتقبَّل بموجبها ما في دكان ابن غنيم من أقمشة وعقل وغتر مقابل تسعمائة وخمسين ريالاً، مع أنها لا تساوي -في تقديري- أكثر من خمسمائة ريال، إلا أنني وافقت على هذا العقد لقناعتي بأهمية هذه الشراكة، وعزمت على أن تكون بداية انطلاقتي في عالم التجارة.»[بحاجة لمصدر]
استمرت شراكتهما 28 عامًا، حتى قررا الانفصال عام 1382هـ / 1962م، وتم حل الشركة بوساطة سليمان بن إبراهيم القاضي وعبد الله العوهلي.

#### رائد في مجال الصرافة
بعد تراكم خبراته التجارية، قرر السبيعي دخول عالم الصرافة في 1357هـ / 1938م، حيث أسس مع شقيقه عبد الله شركة محمد وعبد الله السبيعي للصرافة والتجارة، واضعين حجر الأساس لواحدة من أكبر شركات الصرافة في المملكة.

##### الفرصة الذهبية في الصرافة
- بعد توحيد المملكة تحت راية الملك عبد العزيز، استقرت الأوضاع السياسية، ما أدى إلى ازدهار تجارة العملات.
- مع زيادة أعداد الحجاج سنويًا، ازدادت الحاجة إلى خدمات الصرافة والتحويلات.
- بعد اكتشاف النفط وارتفاع التجارة الدولية، زاد الطلب على تحويل العملات وشراء المعادن الثمينة مثل الذهب.[1]

في ذلك الوقت، لم تكن هناك بنوك سعودية، وكان معظم الصرافين في مكة من أهل الحجاز، مثل:
- عبد العزيز الكعكي
- أحمد صيرفي
- سالم بن محفوظ
- حمزة صيرفي
- هاشم صلاح غمري

أما في الرياض، فكان من رواد الصرافة:
- صالح الراجحي
- عبد العزيز المقيرن
- عبد العزيز وسليمان الحقباني
- عبد العزيز الشقري

وفي الكويت:
- عبد اللطيف آل شايع
- عبد الرحمن الزامل
- صالح العبدلي

وفي الأحساء:
- محمد وعبد الرحمن المطلق

كان البنك الوحيد في المملكة آنذاك هو البنك السعودي الهولندي في جدة، الذي تأسس لخدمة الحجاج من جزر الهند الشرقية (إندونيسيا حاليًا).

#### السمعة والثقة في العمل المصرفي
اعتمدت أعمال السبيعي المصرفية على الثقة، حيث كانت المعاملات تتم باستخدام الأختام والمستندات التقليدية، قبل أن تأتي مؤسسة النقد العربي السعودي لاحقًا لتنظيم القطاع المالي.
بفضل صدقه وأمانته، توسعت أعماله، حتى تعاقد مع وزارة المالية لتحويل رواتب وزارة المعارف إلى جميع أنحاء المملكة، وأصبح يتعامل تجاريًا مع الكويت ولبنان، مما زاد من توسع شركته إقليميًا.

#### التوسع التجاري والانتقال إلى جدة
مع نمو أعمالهما، قرر الأخوان محمد وعبد الله السبيعي توسيع أنشطتهما، فانتقلا مع العائلة إلى جدة عام 1358هـ / 1939م، واستأجرا مكتبًا في عمارة البلدية بشارع قابل.
افتتحا فروعًا في:
- جدة
- الرياض
- المدينة المنورة
- الخبر

بدأت شركة محمد وعبد الله السبيعي التجارية في التنويع والاستثمار، لتصبح علامة رائدة في قطاعات مختلفة:
- الخدمات المصرفية والاستثمارية
- التطوير العقاري
- البتروكيماويات
- التجارة العامة
- تجارة المواد الغذائية
- الأثاث المكتبي والمنزلي
- الأقمشة ومواد البناء
- الصناعة والأسهم

كانت شركته نموذجًا يحتذى به في مجال الشركات العائلية في المملكة والخليج العربي، حيث حافظت على قيم النزاهة والنجاح المشترك.

## تأسيس بنك البلاد: رؤية مصرفية إسلامية متكاملة
جاءت فكرة تأسيس بنك إسلامي متكامل لدى محمد بن إبراهيم السبيعي عندما اقترح عليه الملك خالد بن عبد العزيز عام 1398هـ / 1978م تحويل مؤسسة محمد وعبد الله السبيعي للصرافة إلى بنك مستقل حديث يواكب تطور العمل المصرفي في المملكة.
على مدار السنوات، نضجت الفكرة وتبلورت حتى أصبحت ممكنة التنفيذ، خاصة بعد نجاح شركة السبيعي للصرافة، التي أصبحت واحدة من أكبر 50 شركة في المملكة، واستثمرت في قطاعات متعددة، مثل:
- الخدمات المالية
- العقارات
- الزراعة (تربية الأحياء المائية)
- التصنيع والصناعة
- تجارة التجزئة

### إطلاق بنك البلاد
مع ازدهار الوضع الاقتصادي السعودي وزيادة الفرص للاندماجات والتكتلات المالية، أصبحت اللحظة مواتية لإطلاق بنك البلاد، أحد أكبر البنوك الإسلامية في المملكة.
- في 21 / 9 / 1425هـ (4 نوفمبر 2004م)، صدر المرسوم الملكي رقم 48 م بإنشاء بنك البلاد برأس مال 5 مليارات ريال سعودي.

- في 10 / 11 / 1426هـ (11 ديسمبر 2005م)، تم الافتتاح الرسمي للبنك برعاية خادم الحرمين الشريفين الملك سلمان بن عبد العزيز، حينما كان أميرًا لمنطقة الرياض.

##### إصرار وعزيمة محمد السبيعي
رغم تقدمه في السن وظروفه الصحية، حرص محمد السبيعي على حضور أول اجتماع لمجلس إدارة بنك البلاد في 9 ربيع الأول 1426هـ (17 أبريل 2005م).
خلال الاجتماع، ألقى كلمة ملهمة قال فيها:
"إخواني وأبنائي: أنتم أمام مسؤولية عظيمة، أعانكم الله على حملها... ثمانية ملايين مكتتب سوف يدعون لكم أو يدعون عليكم، فاتقوا الله في هذه الأمانة وكونوا أهلاً لها... وأعرف أن الحمل ثقيل، ولكن الرجال لا ينوء بهم ثقل الأحمال."
ثم استأذن بالانصراف، مؤكدًا أن الثراء الحقيقي ليس المال، بل السمعة الطيبة والعمل الصالح.

## تأسيس شركة ماسك (محمد بن إبراهيم السبيعي وأولاده للاستثمار)
مع دخول القرن الحادي والعشرين، اتجهت عائلة السبيعي نحو الانتقال من الجيل المؤسس إلى الجيل الثاني، مع الحفاظ على قيمها الأصيلة.
- في 1430هـ / 2011م، قرر محمد السبيعي وأخوه عبد الله تقسيم الثروة والممتلكات والأسهم والعقارات بين أبنائهما، بعد 80 عامًا من الشراكة التجارية الناجحة.

- كلف ابنه ناصر السبيعي بتمثيله في إجراءات التقسيم، وأوصاه بـ التسامح والحرص على حفظ الأخوة واستدامة المحبة.

- تمت القسمة بكل سلاسة وثقة ومحبة خلال أشهر قليلة، دون تحكيم أو قضاء، وهو نموذج فريد في إدارة الشركات العائلية. وقد رويتْ هذه القصة كاملة في كتاب: (محمد إبراهيم السبيعي.. رحلة الفقر والغنى).[2]

#### إطلاق شركة ماسك (Masik) في 1433هـ / 2013م
بعد انتهاء التقسيم، قرر محمد السبيعي إنشاء شركة استثمارية جديدة تحت اسم: شركة محمد بن إبراهيم السبيعي وأولاده للاستثمار (ماسك):
- ماسك شركة استثمارية مهنية تجمع بين الإدارة الاحترافية والالتزام بـ أحكام الشريعة الإسلامية.
- تركز ماسك على البحث عن الفرص الاستثمارية في الأسواق المحلية والإقليمية والعالمية لتحقيق النمو الأمثل.
- استعانت بخبرات استشارية عالمية لتطوير استراتيجياتها الاستثمارية وتعزيز مكانتها في السوق.

## المنجزات التجارية
بتوفيق من الله.. ثم بحرص واجتهاد وحكمة محمد إبراهيم السبيعي؛ تحققت للسبيعي نجاحات تجارية كبرى، كانت مدار الإشادة والإعجاب في الوسط التجاري والمالي بالمملكة والخليج العربي، ومن أهم هذه النجاحات والمنجزات:

#### أولاً: القطاع المالي
1. أنشأ محمد السبيعي مع شقيقه عبد الله  شركة محمد وعبد الله إبراهيم السبيعي للصرافة، وانتشرت فروعها بالرياض وجدة ومكة المكرمة والمدينة المنورة.[1]
2. ارتبط السبيعي بعلاقات واسعة مع كبار الرؤساء التنفيذيين وأعضاء مجالس إدارات البنوك العالمية مثل سيتي بنك، كميكال بنك، بنك إتش إس بي سي, ريببلك بنك أوف نيويورك.
3. ساهم السبيعي في افتتاح أول مكتب تنفيذي سعودي في مبنى أمباير استيت بنيويورك وكانت مهمته تلبية احتياجات المملكة من معدات الحفر اللازمة لقطاع البترول والمياه وقطع غيارها.
4. شارك السبيعي في تطوير الأعمال المصرفية الإسلامية وذلك:
  1. دخوله كمؤسس في شركة الراجحي المصرفية وكان يحتفظ بمقعد عضوية مجلس الإدارة حتى عام(1426هـ/ 2005م).
  2. دخوله كمؤسس في بنك الجزيرة وتحوله إلى المصرفية الإسلامية وكان عضواً بمجلس إدارة البنك منذ عام ( 1400هـ/1980م).
  3. دخوله كشريك مؤسس في بنك البلاد عام (1425هـ/2005م)، وهو من البنوك التي نشأت باندماج عدة شركات صرافة وكان له أكبر حصة بالبنك ويعدُّ الآن من أسرع البنوك نموًا.
  4. دخوله كشريك مؤسس في شركة جدوى للاستثمار، وهو بنك استثماري يعمل في المملكة العربية السعودية ومرخص من هيئة السوق المالية، تم تأسيسه بمشاركة مجموعة من رجال الأعمال السعوديين ويعدُّ من البنوك الأسرع نموًا في المملكة؛ ما شجّع حكومة ماليزيا إلى المبادرة بشراء حصة بالشركة.
  5. دخوله كشريك مؤسس في فجر كبيتال للاستثمار، وهو بنك استثماري رائد يعمل في مجال الاستثمار المالي ويمارس أعماله من لندن ومركز دبي المالي وكوالالمبور ويشارك في تأسيسه حكومات ماليزيا وبروناي وأبوظبي وصندوق الحج الماليزي وبنك HSBC.

#### ثانيًا: القطاع الصناعي والاستثماري
1. يعتبر محمد السبيعي شريكاً مؤسساً في شركة الروبيان الوطنية بالليث والتي تعدُّ من أكبر المشاريع المتكاملة لاستزراع الروبيان على السواحل الصحراوية بالعالم وينتج سنويًا (160500) طن ويتم التصدير لدول العالم كافةً ويعمل بها أكثر من 20800 موظف.
2. يعد محمد السبيعي شريكاً مؤسساً في شركة الصناعات الأساسية سابك، ويعدُّ حاليًا من أكبر عشرة مستثمرين في الشركة.
3. ساهم محمد السبيعي في تأسيس شركة سافكو (شركة الأسمدة العربية السعودية) ويعدُّ حاليًا من أكبر عشرة مستثمرين في الشركة.
4. ساهم محمد السبيعي في تأسيس شركة كهرباء الرياض وكان عضوا في مجلس إدارتها بالدورة الأولى.
5. يعد محمد السبيعي شريكا مؤسسا في شركة C وهي شركة أمريكية قامت بإنتاج أول جهاز لقياس نسبة السكر في الدم بدون وخز لأول مرة في العالم مما دفع شركة جنرال إلكتريك العالمية للاستثمار بالشركة.
6. يعد محمد السبيعي شريكاً مؤسساً في شركة تابولا وهي شركة أمريكية تقوم بإنتاج أشباه الموصلات، التي تعدُّ من أكبر 50 شركة في العالم في هذا المجال وتم تأسيسها بمشاركة العديد من شركات المال والأعمال العالمية.
7. يعدُّ السبيعي أول شريك سعودي لشركة أرامكو السعودية بالمملكة، حيث قام بالتعاون مع مجموعة من المستثمرين بالاستحواذ على حصة شراكة أيكسون موبيل والبالغة 30% من شركة أرامكو السعودية لتكرير زيت التشحيم (الوبروف).

#### ثالثًا: القطاع العقاري
1. أسس وشارك السبيعي في العديد من المشاريع العقارية والتي كان لها أثر في تطور وتنمية القطاع العقاري بالمملكة.
2. قام بإنشاء الفنادق والمباني السكنية والإدارية وتطوير الأراضي وبناء المجمعات والمراكز التجارية في كل من جدة، مكة المكرمة، المدينة المنورة، الرياض، الدمام، الخبر، الدوادمي، الخرج، عنيزة.
3. ونظرًا لسياسة المملكة في توسيع البنية التحتية لاستقبال الحجاج والمعتمرين، ودعمًا لتوفير السكن المناسب لهم يقوم الآن بإنشاء أكبر مشروع تجاري وسكني بمكة المكرمة، سيستوعب - حال اكتماله- ما لا يقل عن ثلاثمائة ألف حاج ومعتمر.[3]

## رؤية في العمل الخيري
لقد كان محمد بن إبراهيم السبيعي- سلَّمه الله –قريبًا من المحتاجين والفقراء متلمسًا حاجاتهم، وكان ارتباطه بالعمل الخيري قبل تأسيس مؤسسة محمد وعبد الله السبيعي الخيرية يقوم على علاقة فردية بينه وبين المستحقين للبر، وكان يباشر أعماله الخيرية المتعددة بنفسه ولا سيما تلك التي ترتبط بتجارته من إخراج الزكاة، والالتزامات الخيرية المتنوِّعة التي كان يقوم بها هو وشقيقه عبد الله السبيعي على نحو مباشر.
ومن فرط حرصه على أن يذهب المال لمن يستحقه؛ رأى أن يتحول للعمل الخيري المؤسس على ضوابط دقيقة؛ لتحقيق أقصى درجات الفائدة وتحقيق الأهداف المنشودة على نطاق واسع، وقد وافقه أخوه عبد الله في هذا التوجه وقررا تأسيس مؤسسة محمد وعبد الله السبيعي الخيرية.
وفي عام (1423هـ/2004م) انطلقت مؤسسة محمد وعبد الله السبيعي الخيرية، التي تُعنى بالخدمات الاجتماعية والصحية والإغاثية التعليمية والثقافية والتطويرية ووجوه البر والإحسان كافةً داخل المملكة العربية السعودية.

### مبادرات خيرية وتنموية
من أبرز إسهامات محمد بن إبراهيم السبيعي الخيرية ما يلي:

#### في مجال مؤسسات العمل الخيري
1. إيقاف أوقاف ذات عوائد ضخمة، يخصص ريعها لدعم المشاريع الخيرية المختلفة في أنحاء المملكة، بالشراكة مع الجمعيات والمؤسسات المرخصة.
2. إنشاء مؤسسة محمد وعبد الله إبراهيم السبيعي الخيرية لتنفيذ أعمال البر والإحسان داخل المملكة، وفق تنظيم إداري متميز، وتطبيق مبادئ العمل المؤسسي، والشفافية، والجودة، وتحديد للهياكل الإدارية والصلاحيات والمهام بشكل واضح.
3. المساهمة في الدعم الاستشاري لعدد كبير من الأوقاف الخيرية والمؤسسات والمكاتب التي تقوم بإدارة تلك الأوقاف.
4. المساهمة في نشر ثقافة الجودة في المؤسسات الخيرية من خلال برامج تطوير مؤسسات العمل الخيري، وتطبيق آليات الجودة في البرامج والمشاريع التي تدعمها المؤسسة.
5. إطلاق وتمويل جائزة السبيعي للتميز في العمل الخيري.

#### في مجال التعليم
1. إنشاء كرسي السبيعي لتأهيل طلاب المنح بالجامعة الإسلامية بالمدينة المنورة.
2. إنشاء دبلومات متخصصة ومعتمدة أكاديميًا في مجال الإرشاد الأسري، وتأهيل الداعيات، والعمل الخيري مع ثلاث جامعات سعودية، وهي جامعة الملك فيصل بالأحساء، وجامعة الملك خالد بعسير، وجامعة الملك سعود بالرياض.
3. توقيع الاتفاقيات مع جامعة الملك سعود، وجامعة الإمام محمد بن سعود الإسلامية، وجامعة الخرج، وجامعة الملك فهد للبترول والمعادن لنشر ثقافة العمل التطوعي في المجتمع.
4. إنشاء معاهد لإعداد معلمات القرآن الكريم في عدد من مناطق المملكة.
5. إطلاق وتمويل جائزة السبيعي للتفوق العلمي بعنيزة لطلاب المعاهد العلمية بمنطقة القصيم.
6. إطلاق وتمويل جائزة محمد وعبد الله إبراهيم السبيعي لحفظ القرآن الكريم السنوية للبنات في عنيزة.
7. دعم إقامة العديد من الحملات التوعوية السلوكية في مدارس التعليم العام بعدد من محافظات المملكة.

##### في مجال الصحة
1. تمويل بناء مستشفى رعاية المسنين والتأهيل الطبي بعنيزة بسعة (100) سرير لعلاج كبار السن من الجنسين والمرضى ذوي الاحتياجات الخاصة والمصابين بالشلل والجلطات ونحوها.
2. تجهيز وتشغيل عدد من العيادات الطبية المتنقلة في أنحاء المملكة في مكة المكرمة والمدينة المنورة ومنطقة القصيم، استفاد منها ما يزيد عن(15.000) شخص.
3. تشغيل فرق طبية استشارية لزيارة المناطق النائية وتيسير حصولهم على العلاج، وتحويلهم للمستشفيات الكبرى بالمناطق الإدارية المختلفة.

##### في مجال معالجة الفقر
1. تأهيل(320) من فتيات الأسر الفقيرة لسوق العمل في وظائف (الخياطة والتطريز – التجميل والتزيين – الحاسب الآلي) في منطقة جازان.
2. تأهيل(100)من الشباب الفقراء لسوق العمل من خلال التدريب المنتهي بالتوظيف في الرياض.
3. تأهيل (300)من الشباب الفقراء في عدد من المهن الصحية في مكة المكرمة، أملج، جازان، القنفذة.
4. الإطلاق السنوي للسجناء من خلال سداد المديونيات المتوجبة عليهم، واستفاد منها (1500) سجين.
5. دعم مشاريع تخفيف الفقر، وتفريج الكرب، وسقيا المياه، والسلة الغذائية، والتفطير للفقراء في عدد كبير من المحافظات بالتعاون مع الجمعيات والمستودعات الخيرية.
6. دعم مشاريع الإسكان التنموي، وإصلاح منازل الفقراء في عدد من المناطق.
7. الكفالة السنوية للأيتام من خلال جمعيات رعاية الأيتام في أنحاء المملكة.
8. تبني مشروعات مجتمعية للسجناء المفرج عنهم، وأسرهم، من خلال تعزيز (المشاريع الصغيرة) والإشراف عليها وتمويلها.

##### في مجال الزواج والرعاية الأسرية
1. دعم كل مشاريع تزويج الفقراء بالمملكة.
2. دعم مشاريع تأهيل المقبلين على الزواج من خلال تدريبهم على مهارات الحياة الزوجية، واستفاد منه ما يزيد عن (20.000) متزوج.
3. إعداد قيادات للعمل الاجتماعي النسائي في مكة المكرمة، والأحساء، وعسير، والباحة، والحدود الشمالية، والقصيم.
4. المساهمة في إعداد عدد من الدراسات المختلفة حول المشاكل الأسرية، واقتراح الحلول العملية والعلمية لها.

##### إنشاء الكيانات المؤسسية الداعمة للعمل الخيري
1. إنشاء المجمعات التنموية للعمل الخيري الاجتماعي في كل من مكة المكرمة وعسير.
2. إنشاء حاضنات للأعمال لاستيعاب النساء الفقيرات المدربات والمساهمة معهن في إطلاق مشاريعهن التجارية الصغيرة بجازان.
3. إنشاء مؤسسات زرع وتعزيز القيم في نفوق الناشئة في منطقة مكة المكرمة.
4. إنشاء وحدات للعمل التطوعي بمؤسسات العمل الخيري بالمشاركة مع جامعة الملك فهد للبترول والمعادن.

وضع اللوائح والأنظمة والأدلة الإجرائية للعمل الخيري في عدد من المجالات (المستودعات الخيرية – جمعيات الأيتام – جمعيات البر) وتفعيلها مع الجهات الخيرية من خلال التدريب المستمر.
كما تم اختيار محمد السبيعي لعضوية مجلس إدارة الجمعية الخيرية لتحفيظ القرآن الكريم. أيضًا؛ كما تم اختياره لعضوية مجلس إدارة مؤسسة الملك عبد العزيز ورجاله لرعاية الموهوبين. ويُعَدُّ محمد السبيعي عضوًا مؤسسًا في جمعية رعاية الأيتام (إنسان). كما يُعَدُّ عضوًا مؤسسًا في جمعية رعاية الأطفال المعاقين.

## وفاته
توفي محمد بن إبراهيم السبيعي صباح يوم الجمعة، 26/11/1438هـ  الموافق 18/8/2017م عن عمر يناهز الـ 102 أعوام.
وقد صلي عليه بعد صلاة المغرب بجامع الملك خالد بأم الحمام بالرياض، و ووري جثمانه الثرى في مقبرة الدرعية. واستقبل أبناؤه وأسرته خلال أيام العزاء الثلاثة المعزين والمواسين، يتقدَّمهم خادم الحرمين الشريفين وسمو ولي عهده، وأصحاب السمو والمعالي والفضيلة والسعادة المسؤولون والوزراء، وحشوداً من مواطني المملكة ودول الخليج العربي.
وقد حظي وسم# وفاة محمد السبيعي على «اكس» بمتابعات ومشاركات هائلة حتى أصبح الوسم الأول في المملكة لمدة يوم ونصف تقريباً.

## الأبناء
لمحمد البراهيم السبيعي ثلاثة من الأولاد، وهم: 
- إبراهيم بن محمد بن إبراهيم  السبيعي: أكبر أبناء محمد السبيعي، رئيس مجلس إدارة شركة محمد إبراهيم السبيعي وأولاده للاستثمار (ماسك).

- ناصر بن  محمد بن إبراهيم السبيعي: نائب رئيس مجلس إدارة شركة محمد إبراهيم السبيعي وأولاده للاستثمار (ماسك).

- عبد العزيز بن محمد  بن إبراهيم السبيعي: عضو مجلس إدارة شركة السبيعي وأولاده للاستثمار (ماسك)، كما أنه نائب رئيس مجلس إدارة شركة جدوى للاستثمار.

كما له سبعاً من البنات، هن:
1. لولوة بنت محمد بن إبراهيم السبيعي.
2. هدى بنت محمد بن إبراهيم السبيعي.
3. وهيفاء بنت محمد  بن إبراهيم السبيعي.
4. وفاء بنت محمد بن إبراهيم السبيعي.
5. مها بنت محمد بن إبراهيم السبيعي.
6. ندى بنت محمد بن إبراهيم السبيعي.
7. نهلة بنت محمد بن إبراهيم السبيعي.

## أنظر أيضا
- عبد الله بن إبراهيم السبيعي